# Philippe de Gunzburg

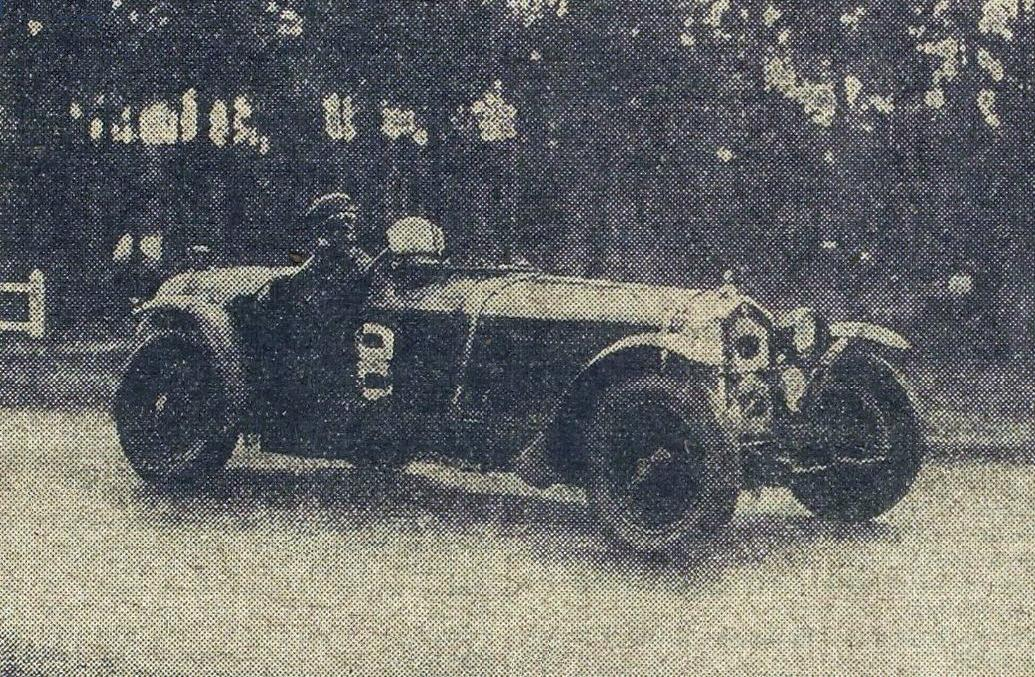
24-Stunden-Rennen von Le Mans 1933. Der zweitplatzierte Alfa Romeo 8C 2300 von Luigi Chinetti und Philippe de Gunzburg; am Steuer Luigi Chinetti

Baron Philippe Georges Varent de Gunzburg, auch Philippe de Gunzbourg, MBE, (* 17. Februar 1904 in Paris; † 10. Juli 1986 ebenda) war ein französischer Adeliger, Widerstandskämpfer im Zweiten Weltkrieg und Autorennfahrer.

## Familie
Philippe de Gunzburg war ein Mitglied der jüdisch-russischen Bankiersfamilie Günzburg. Er war der Enkel von Naphtali Herz Günzburg, einem 1833 in Swenyhorodka geborenen russischen Bankier. Sein Vater war Pierre de Gunzburg (1872–1948), seine Mutter Yvonne Fanny Deutsch de la Meurthe (1882–1969). Yvonne war die Tochter von Émile Deutsch de la Meurthe, der damit auch sein Großvater war.
Er war mit Antoinette Nicole Eugenie Kahn verheiratet. Antoinette’s Cousin André „Dédé“ Strauss war in erster Ehe mit seiner jüngeren Schwester Aline de Gunzburg (1915–2014) verheiratet. Aline de Gunzburg war Amateur-Golferin und wurde in den 1960 als Lady Berlin – sie war in zweiter Ehe mit dem Kernphysiker Hans von Halban und dritter mit dem Philosophen Isaiah Berlin verehelicht – Mittelpunkt der literarischen Gesellschaften Londons.

## Widerstandskämpfer im Zweiten Weltkrieg
Philippe de Gunzburg, der an der Sorbonne und der University of Oxford studiert hatte, verließ nach dem Waffenstillstand von Compiègne 1940 Paris und zog mit seiner Familie auf seinen Landsitz in Pont-du-Casse in der Nähe von Agen, in der unbesetzten Zone Frankreichs. 1941 begann seine nachrichtendienstliche Tätigkeit für das Special Operations Executive. Als 1943 deutsche Truppen in die unbesetzte Zone einmarschierten flüchtete seine Frau mit den beiden Kindern in die Schweiz und de Gunzburg ging in den Untergrund. Er organisierte SOE-Einsätze im Département Lot-et-Garonne und der Dordogne. 1944 war er Mitglied der Résistance-Einheit Réseau Hilaire-WHEELWRIGHT. Dieser Einheit gehörte auch der britische Sprengmeister George Starr an. Während der Operation Overlord sorgte die Einheit durch gezielte Zerstörung der Infrastruktur für den verzögerten Anmarsch der SS-Verfügungsdivision das Reich in das Kampfgebiet.
Nach dem Krieg widmete er sich seinen landwirtschaftlichen Besitzungen und wurde vielfach geehrt. Er war Ritter der Ehrenlegion, erhielt die Médaille de la Résistance und den Order of the British Empire. In Bergerac wurde ein Platz nach ihm benannt.

## Karriere als Rennfahrer
In den frühen 1930er-Jahren fuhr de Gunzburg Amateurrennen und war 1933 Partner von Luigi Chinetti im Werks-Alfa-Romeo 8C 2300 beim 24-Stunden-Rennen von Le Mans. Die meiste Zeit während der 24-Stunden saß Chinetti im Auto, de Gunzburg hatte jedoch seinen Anteil an einem der knappsten Zieleinläufe in der Le-Mans-Geschichte. Erst in der letzten Runde wurde das Rennen zu Gunsten von Tazio Nuvolari und Raymond Sommer entschieden.

## Statistik

### Le-Mans-Ergebnisse
| Jahr | Team                | Fahrzeug                 | Teamkollege    | Platzierung | Ausfallgrund |
| ---- | ------------------- | ------------------------ | -------------- | ----------- | ------------ |
| 1933 | Soc. An. Alfa Romeo | Alfa Romeo 8C 2300 MM-LM | Luigi Chinetti | Rang 2      |              |